# Secretaría de la Defensa Nacional
La Secretaría de la Defensa Nacional (por su acrónimo Defensa —antes SEDENA—) es una de las veintiún secretarías de Estado que, junto con la Consejería Jurídica del Ejecutivo Federal y la Agencia de Transformación Digital y Telecomunicaciones, conforman el gabinete legal del presidente de México. A la par de la Secretaría de Marina, es el despacho del poder ejecutivo federal con funciones de ministerio de Defensa. Es la encargada de diseñar, planear, ejecutar y coordinar las políticas públicas relacionadas con las tres ramas de las Fuerzas Armadas de México que administra: el Ejército, la Fuerza aérea y la Guardia nacional.
Lo anterior incluye, adiestrar, programar y proyectar todas las acciones vinculadas al eventual uso del personal militar para sus principales tareas (defensa del territorio y soberanía nacional, garantizar la seguridad interior e instrumentar el Plan DN-III-E en caso de desastres); organizar el Servicio Militar Nacional; dirigir al ejército y fuerza aérea en caso de guerra; administrar las relaciones y derechos laborales del personal civil y militar que trabajen para ella; dirigir la industria militar del país; construir, conservar y disponer de toda la infraestructura militar requerida para el cumplimiento de sus obligaciones, incluyendo el asesoramiento para las vías de comunicación civil que tengan un eventual uso para la defensa; asesorar a otras secretarías cuando, en el ejercicio de sus funciones, este de por medio la seguridad nacional; dirigir los sistemas militares de educación y salud; operar la Guardia Nacional a través de la estrategia que establezca previamente la Secretaría de Seguridad y Protección Ciudadana; administrar el sistema de justicia militar; expedir licencias para la portación de armas de fuego, y la fabricación, compra y manejo de sustancias peligrosas o explosivos.
Su primer antecesor fue la Secretaría de Estado y del Despacho de Guerra y Marina con la proclamación del Primer Imperio Mexicano y entró en funciones el 8 de noviembre de 1821. Luego, desde el inicio de la Primera República Federal, se instituyó (desde el 10 de octubre de 1824) la Secretaría de Guerra y Marina, nombre que ostentó hasta 1937, cuando adquirió su actual nombre; sin embargo en 1944 dejó de encargarse de la Armada de México, luego de que el Departamento de Marina fuera separado de su organigrama para ser elevado a Secretaría de Marina.

## Funciones

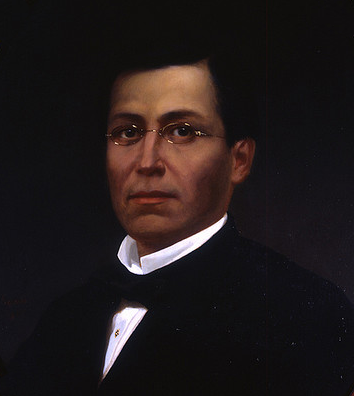
Gral. Ignacio Zaragoza, 1861

Según el artículo 29 de la Ley Orgánica de la Administración Pública Federal, le corresponde el despacho de las siguientes funciones:

- I.- Organizar, administrar y preparar al Ejército, la Fuerza Aérea y la Guardia Nacional;
- II.- Organizar y preparar el servicio militar nacional;
- III.- Organizar las reservas del Ejército y de la Fuerza Aérea, e impartirles la instrucción técnica militar correspondiente;
- IV.- Manejar el activo del Ejército, la Fuerza Aérea y la Guardia Nacional;
- V.- Conceder licencias y retiros, e intervenir en las pensiones de los miembros del Ejército, la Fuerza Aérea y la Guardia Nacional;
- VI.- Planear, dirigir y manejar la movilización del país en caso de guerra; formular y ejecutar, en su caso, los planes y órdenes necesarios para la defensa del país y dirigir y asesorar la defensa civil;
- VII.- Construir y preparar las fortificaciones, fortalezas y toda clase de recintos militares para uso del Ejército, la Fuerza Aérea y la Guardia Nacional, así como la administración y conservación de cuarteles y hospitales y demás establecimientos militares;
- VIII.- Asesorar militarmente la construcción de toda clase de vías de comunicación terrestres y aéreas;
- VIII Bis.- Salvaguardar la soberanía y defender la integridad del territorio nacional, incluyendo su espacio aéreo, en coordinación con la Secretaría de Marina en lo correspondiente a la protección del espacio situado sobre el mar territorial;
- VIII Ter.- Establecer acciones para garantizar que las operaciones aéreas en el territorio nacional no se realicen con fines ilícitos o atenten contra la seguridad nacional;
- VIII Quáter.- Participar, con la Secretaría de Infraestructura, Comunicaciones y Transportes, en las operaciones de búsqueda y salvamento aéreo, en términos de artículo 80 de la Ley de Aviación Civil;
- VIII Quinquies.- Establecer, en coordinación con la Secretaría de Infraestructura, Comunicaciones y Transportes, las zonas de vigilancia y protección del espacio aéreo;
- IX.- Manejar los almacenes del Ejército, la Fuerza Aérea y la Guardia Nacional;
- X.- Administrar la Justicia Militar;
- XI.- Intervenir en los indultos de delitos del orden militar;
- XII.- Organizar y prestar los servicios de sanidad militar;
- XIII.- Dirigir la educación profesional de los miembros del Ejército, Fuerza Aérea y Guardia Nacional, y coordinar, en su caso, la instrucción militar de la población civil;
- XIV.- Adquirir y fabricar armamento, municiones, vestuario y toda clase de materiales y elementos destinados al Ejército, la Fuerza Aérea y Guardia Nacional;
- XV.- Inspeccionar los servicios del Ejército, la Fuerza Aérea y la Guardia Nacional;
- XVI. Intervenir en la expedición de licencias para la portación de armas de fuego, con objeto de que no se incluya las armas prohibidas expresamente por la ley y aquellas que la Nación reserve para el uso exclusivo del Ejército, Fuerza Aérea, Armada y Guardia Nacional, así como vigilar y expedir permisos para el comercio, transporte y almacenamiento de armas de fuego, municiones, explosivos, agresivos químicos, artificios y material estratégico;
- XVII.- Intervenir en la importación y exportación de toda clase de armas de fuego, municiones, explosivos, agresivos químicos, artificios y material estratégico.
- XVIII.- Intervenir en el otorgamiento de permisos para expediciones o exploraciones científicas extranjeras o internacionales en el territorio nacional;
- XIX.- Prestar los servicios auxiliares que requieran el Ejército, Fuerza Aérea y Guardia Nacional, así como los servicios civiles que a dichas fuerzas señale el Ejecutivo Federal.
- XX.- Establecer acuerdos de colaboración con las instituciones ambientales a efecto de capacitar a los integrantes del servicio militar para la ejecución de actividades tendientes a proteger el medio ambiente.
- XXI.- Generar, operar, procesar y utilizar información en materia de seguridad nacional, para advertir riesgos y prevenir amenazas mediante los organismos de inteligencia, que contribuyan a preservar la integridad, estabilidad y permanencia del Estado mexicano, coadyuven con la gobernabilidad y el fortalecimiento del estado de derecho, de conformidad con la legislación aplicable;
- XXII.- Requerir e intercambiar información en materia de seguridad nacional, previa coordinación con las instancias del Consejo de Seguridad Nacional, para el cumplimiento de sus funciones;
- XXIII.- En materia de seguridad nacional, coadyuvar y coordinar, en el ámbito de su competencia, con las instancias de seguridad nacional, acciones destinadas de manera inmediata y directa a mantener la integridad, estabilidad y permanencia del Estado mexicano;
- XXIV.- Respecto a la Guardia Nacional, como Fuerza de Seguridad Pública, a la Secretaría de la Defensa Nacional, le corresponde:
  - a) Supervisar las operaciones que realice la Guardia Nacional, para la ejecución de la Estrategia Nacional de Seguridad Pública;
  - b) Verificar el correcto cumplimiento de los fines, atribuciones y obligaciones de la Guardia Nacional; así como, las responsabilidades de su titular
  - c) Establecer coordinación con el Centro Nacional de Inteligencia y el Centro Nacional de Información, para generar, compartir y obtener información en materia de seguridad pública, que contribuya a restablecer el orden y la paz social, y

- XXV.- Los demás que le atribuyan expresamente las leyes y reglamentos.

## Organigrama
Para llevar a cabo dichas funciones la Secretaría de la Defensa Nacional cuenta con las siguientes dependencias:

### Oficina del Secretario de la Defensa Nacional
- Dirección General de Administración.
- Dirección General de Comunicación Social.
- Dirección General de Industria Militar.
- Dirección General de Fábricas de Vestuario y Equipo.
- Unidad de Asuntos Jurídicos.

### Subsecretaría de la Defensa Nacional
- Dirección General de Transmisiones.
- Dirección General de Materiales de Guerra.
- Dirección General de Transportes Militares
- Dirección General de Sanidad.
- Dirección General de Informática.
- Dirección General de Educación Militar y Rectoría de la Universidad del Ejército y Fuerza Aérea.
- Dirección General del Registro Federal de Armas de Fuego y Control de Explosivos.
- Dirección General de Derechos Humanos.
- Dirección General de Adiestramiento.

### Estado Mayor Conjunto de la Defensa Nacional
- Subjefatura Operativa del E.M.C.D.N.
- Subjefatura Administrativa y Logística del E.M.C.D.N.
- Subjefatura de Doctrina Militar del E.M.C.D.N.
- Subjefatura de Inteligencia Militar del E.M.C.D.N.
- Unidad de Vinculación Ciudadana.
  - Sección Primera (S-1, Recursos Humanos)
  - Sección Segunda (S-2, Inteligencia)
  - Sección Tercera (S-3, Operaciones)
  - Sección Cuarta (S-4, Logística)
  - Sección Quinta (S-5, Planes Estratégicos)
  - Sección Sexta (S-6, Educación y Doctrina Militar)
  - Sección Séptima (S-7, Operaciones Contra el Narcotráfico)
  - Sección Octava (S-8, Contraterrorismo)
  - Sección Novena (S-9, Investigaciones Estratégicas de Mercado)

### Oficialía Mayor de la Defensa Nacional
- Dirección General de Personal.
- Dirección General del Servicio Militar Nacional.
- Dirección General de Cartografía.
- Dirección General de Archivo e Historia.
- Dirección General de Seguridad Social Militar.
- Dirección General de Justicia Militar.
- Dirección General de Intendencia.

### Comandancia del Ejército
- Jefatura de Estado Mayor del Ejército.
- Dirección General de Infantería.
- Dirección General de Caballería.
- Dirección General de Artillería.
- Dirección General del Arma Blindada.
- Dirección General de Defensas Rurales.
- Dirección General de Policía Militar.
- Dirección General de Ingenieros.
- Unidades de servicios.

### Comandancia de la Fuerza Aérea
- Jefatura de Estado Mayor de la Fuerza Aérea.
  - Subjefatura Administrativa del Estado Mayor de la Fuerza Aérea.
  - Subjefatura Operativa del Estado Mayor de la Fuerza Aérea.
  - Subjefatura de Doctrina Militar Aérea del Estado Mayor de la Fuerza Aérea.
- Dirección de Pilotos Aviadores.
- Dirección de Logística Aérea.
- Dirección de Defensa Aérea.
- Dirección de Mantenimiento de Material Aéreo.
- Dirección de Material Aéreo Electrónico.
- Dirección de Material Bélico de la Fuerza Aérea.
- Dirección del Servicio Meteorológico.
- Dirección de Adquisiciones.

### Inspección y Contraloría General del Ejército, Fuerza Aérea y Guardia Nacional
- Órgano Interno de Control en la Secretaría de la Defensa Nacional
- Subinspección General del Ejército y Fuerza Aérea.
  - Oficina Administrativa de la Inspección y Controlaría.
- Coordinación General.
  - Sección de Planes.
  - Sección Contralor.
  - Sección Técnica.
  - Sección Administrativa.
  - Comisión Inspectora de Cuarteles Generales.
  - Comisión Inspectora Pedagógica.
  - Tres Comisiones Inspectoras de Fuerza Aérea
  - Seis Comisiones Inspectoras y Auditoras.
- Coordinación de Comisiones Interventoras.
- Coordinación del Órgano Interno de Control.

### Órganos del Fuero de Guerra
- Tribunal Superior Militar.
  - Presidente;
  - Cuatro Magistrados;
  - Secretario de acuerdos;
  - Tribunales Militares de Juicio Oral;
- Juzgados Militares de Control;
- Juzgados Militares de Ejecución de Sentencias, y
- Coordinación de Servicios Periciales y Ciencias Forenses.
- Fiscalía General de Justicia Militar.
  - Fiscal general adjunto;
  - Fiscal militar de Investigación del Delito y Control de Procesos;
  - Fiscal militar auxiliar del fiscal general;
  - Fiscal militar de Asuntos Constitucionales y Legales;
  - Fiscal militar de Responsabilidades y Visitaduría;
  - Agentes del Ministerio Público Militar;
  - Policía Ministerial Militar.
- Defensoría de Oficio Militar.
  - Defensor General;
  - Defensor General Adjunto;
  - Defensores.

### Órganos desconcentrados y entidades
- Aerolínea del Estado Mexicano
- Hoteles Olmeca-Maya-Mexica
- Museos Olmeca-Maya-Mexica
- Olmeca-Maya-Mexica
- Parques Olmeca-Maya-Mexica
- Tren Maya

## Sistema Educativo Militar
El Sistema Educativo Militar es el conjunto de instituciones académicas, formativas y de especialización administradas por el Ejército, la fuerza aérea y Guardia nacional. Tiene como propósito la divulgación, formación y aplicación de las ciencias y las artes en al ámbito castrense; especialmente para satisfacer las necesidades de las unidades de servicio (ingenieros, sanidad, etc.) ajenas al campo formativo enteramente de la técnica y táctica militar, 
Este sistema es dirigido y accionado por la Secretaría de la Defensa Nacional a través de la Dirección General de Educación Militar y Rectoría de la Universidad del Ejército y Fuerza Aérea, lo constituyen colegios, escuelas, centros de estudio y diversos cursos de aplicación, capacitación y perfeccionamiento.
Universidad del Ejército y Fuerza Aérea
Colegios:
- Colegio de Defensa Nacional;
- Heroico Colegio Militar;
- Colegio del Aire:
  - Escuela Militar de Aviación;
  - Escuela Militar de Mantenimiento y Abastecimiento;
  - Escuela Militar de Especialistas de Fuerza Aérea.

Escuelas:
- Escuela Militar de Graduados de Sanidad;
- Escuela Superior de Guerra;
- Escuela Militar de Medicina;
- Escuela Militar de Odontología;
- Escuela Militar de Oficiales de Sanidad;
- Escuela Militar de Enfermería;
- Escuela Militar de Ingenieros;
- Escuela Militar de Transmisiones;
- Escuela Militar de Materiales de Guerra;
- Escuela Militar de Clases de las Armas;
- Escuela Militar de Tropas Especialistas de la Fuerza Aérea;
- Escuela Militar de Clases de Transmisiones;
- Escuela Militar de Clases de Sanidad;
- Escuela Militar de Aplicación de las Armas y Servicios;
- Escuela Militar de Aplicación Aerotáctica de la Fuerza Aérea;
- Escuela Militar de Tiro;
- Escuela Militar de Paracaidismo;
- Escuela Militar de los Servicios de Administración e Intendencia;
- Escuela Militar de Capacitación de Tropas del Servicio de Ingenieros;
- Escuela Militar del Servicio de Transportes;
- Escuela de Fuerzas Especiales;
- Escuela de Policía Militar

Centros de Estudios:
- Centro de Estudios de Idiomas del Ejército y Fuerza Aérea, y
- Centro de Estudios del Ejército y Fuerza Aérea:
  - Escuela Militar de Administración Militar y Pública;
  - Escuela Militar de Administración de Recursos Humanos;
  - Escuela Militar de Inteligencia, y
  - Escuela Militar de Logística.
- Centro de Capacitación Virtual.

Unidades – Escuela:
- Ochenta y uno Batallón de Infantería y Escuela Militar de Infantería;
- Quinto Regimiento de Caballería Motorizado y Escuela Militar de Caballería;
- Primer Regimiento de Artillería y Escuela Militar de Artillería;
- Noveno Regimiento Blindado de Reconocimiento y Escuela Militar de Blindaje;
- Primer Batallón de Ingenieros de Combate y Escuela Militar de Ingenieros de Combate, y
- Primer Batallón de Transmisiones y Escuela Militar del Servicio de Transmisiones.

## Logotipos

Logotipo durante la presidencia de Felipe Calderón (2006-2012)
Logo durante la presidencia de Enrique Peña Nieto (2012-2018)
Logo durante la presidencia de Andrés Manuel López Obrador (2018-2024)
Logo durante la presidencia de Claudia Sheinbaum Pardo (octubre-noviembre de 2024)

## Marco jurídico
- Ley Orgánica del Ejército y Fuerza Aérea Mexicanos.
- Ley de disciplina del Ejército y Fuerza Aérea Mexicanos.
- Ley de ascensos y recompensas del Ejército y Fuerza Aérea Mexicanos.
- Ley que crea la Universidad del Ejército y Fuerza Aérea.
- Ley del Instituto de Seguridad Social para las Fuerzas Armadas Mexicanas.
- Ley del Servicio Militar.
- Ley Federal de armas de fuego y explosivos.
- Ley Orgánica del Banco Nacional del Ejército, Fuerza Aérea y Armada.
- Ley sobre el Escudo, la Bandera y el Himno Nacionales.
- Código de Justicia Militar.
- Ley de Educación Militar del Ejército y Fuerza Aérea Mexicanos.
- Ley para la comprobación, ajuste y computo de servicios en el Ejército y Fuerza Aérea Mexicanos.